# 伊藤涼太 (俳優)
伊藤 涼太（いとう りょうた、1996年8月2日 - ）は、日本のモデルである。
大阪府出身。エアロスペース及びスターダストプロモーション（A-PROJECT部）所属。

## 出演

### スチル
- 東京ディズニーリゾート レストランガイドブック（2007年）表紙

### CM
- ニンテンドーDS スーパーカセキホリダー（2010年）